# بازار تاناکورای مهاباد
بازار تاناکورای مهاباد، یکی از بازارهای مهم در استان آذربایجان غربی بوده که در شهر مهاباد است. این بازار در دهۀ ۱۳۶۰ شمسی با لباس‌های دست دوم و اجناسی وارداتی از عراق فعالیت آن آغاز شده‌است. در سال ۱۳۶۸ واردات لباس‌های دست دوم (معروف به تاناکورا) در میدان منگوران مهاباد شروع شد و در آن تعدادی تجار به صورت گروهی و کم جمعیّت از شهرهای زاهدان و ایرانشهر اجناس را به مهاباد وارد می‌کردند.
در دههٔ ۱۳۷۰ آتش‌سوزی در این بازار رخ داد که منجر به خسارات مالی به بازاریان آن شد و بعدها در محل ترمینال مرکزی مهاباد، حدود ۸۰ مغازه خرده فروشی برای تاناکورا احداث شد. محل این بازار تاکنون ۳ مرتبه تغییریافته است. نام این بازار از سریال سال‌های دور از خانه و شخصیت اوشین گرفته شده‌است.